# Kemeneshőgyész
Kemeneshőgyész is een plaats (község) en gemeente in het Hongaarse comitaat Veszprém. Kemeneshőgyész telt 590 inwoners (2001).